# Урас
Урас (італ. Uras, сард. Uras) — муніципалітет в Італії, у регіоні Сардинія,  провінція Ористано.
Урас розташований на відстані близько 410 км на південний захід від Рима, 65 км на північний захід від Кальярі, 25 км на південний схід від Ористано.
Населення — 2902 особи (2014).
Щорічний фестиваль відбувається 22 липня. Покровитель — Santa Maria Maddalena.

## Демографія
Населення за роками:

Станом на 1 січня 2023 року в муніципалітеті офіційно проживало 39 іноземців з 13 країн, серед них 13 громадян країн Євросоюзу та 2 громадяни України.

## Сусідні муніципалітети
- Маррубіу
- Мазуллас
- Могоро
- Моргонджорі
- Сан-Ніколо-д'Арчидано
- Терральба